# Prödel (Markkleeberg)

Prödel mit Zöbigker auf einer Karte von 1907

Prödel ist der Name eines ehemaligen Dorfes im Landkreis Leipzig, das ab 1937 zu Markkleeberg gehörte und in den 1970er Jahren dem Braunkohletagebau weichen musste.

## Lage
Prödel befand sich etwa zehn Kilometer südlich des Zentrums von Leipzig an der damaligen Straße von Markkleeberg nach Zwenkau, die zugleich Fernstraße von Leipzig nach Nürnberg war. Es lag am rechten Hochufer der Aue der  Weißen Elster, die von Teichen, kleinen Waldstücken und Wiesen durchsetzt war.

## Geschichte

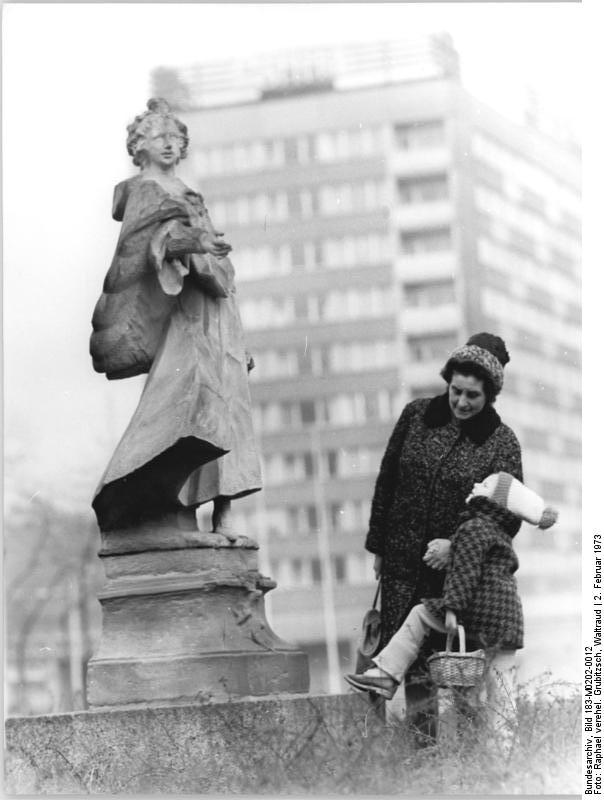
Prödeler Plastik aus der Schule von Balthasar Permoser auf dem Sachsenplatz in Leipzig, 1973

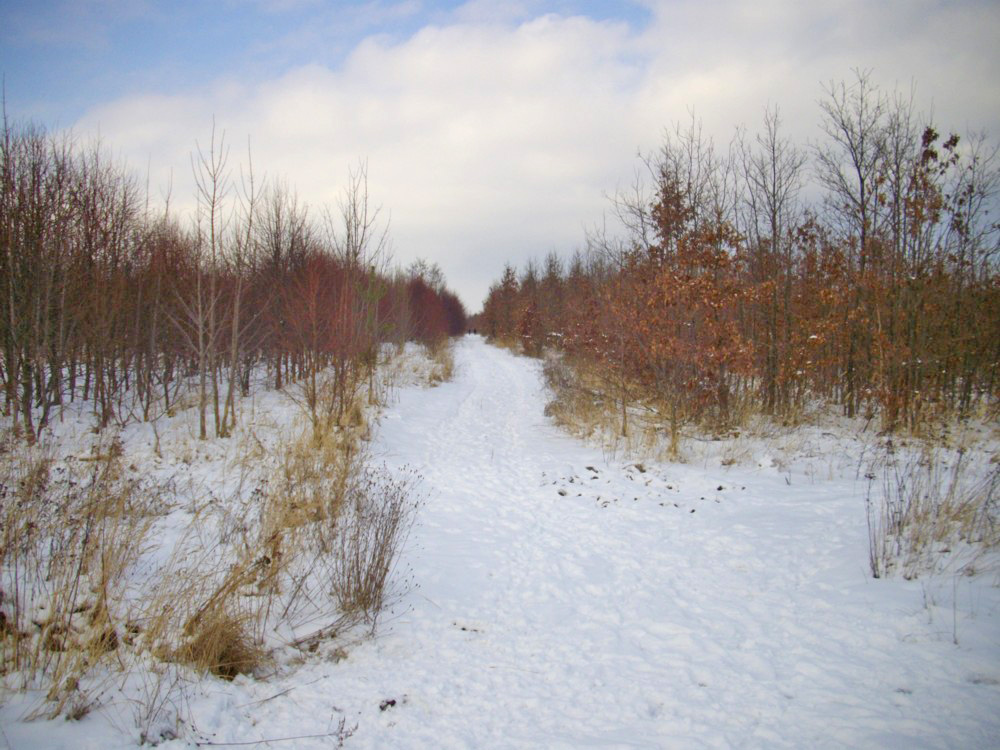
An dieser Stelle befand sich Prödel, Neue Harth bei Zöbigker

Im Jahr 1378 wurde der Ort als Predel erwähnt, über Predil und Predellen entwickelte sich der Name schließlich 1750 zu Prödel. Im Jahre 1551 bestand hier ein Rittergut. Auf Prödelscher Flur befand sich auch die Siedlung Mückenhain, die ebenfalls schon 1378 genannt wurde und dann 1469 zum Vorwerk Göltzschen gehörig, das etwa acht Kilometer südwestlich lag und später ein Ortsteil von Magdeborn war. Im Jahr 1564 war Mückenheim wüst. 
Ab Ende des 16. Jahrhunderts gewann Prödel insofern an Bedeutung, als für die Brennholzversorgung von Leipzig der sogenannte kleine Floßgraben vom Elsterfloßgraben abgezweigt wurde. Dieser neue Holztransportweg berührte Prödel, und es entstand ein Holzstapelplatz (Floßplatz). Im Jahr 1764 gehörte Prödel zum Rittergut Zöbigker. Es behielt fernerhin seinen bäuerlichen Charakter bis auf eine Ziegelei, die zu Anfang des 19. Jahrhunderts errichtet wurde. Diese bezog ihren Lehm aus der Elsteraue und hatte mit dem nahen Leipzig gute Absatzmöglichkeiten. Prödel lag bis 1856 im kursächsischen bzw. königlich-sächsischen Kreisamt Leipzig. Ab 1856 gehörte der Ort zum Gerichtsamt Zwenkau und ab 1875 zur Amtshauptmannschaft Leipzig.
Die Einwohnerzahl Prödels entwickelte sich von 179 Einwohnern im Jahre 1834, über 280 im Jahre 1890 bis auf 431 kurz vor seiner Eingemeindung nach Zöbigker, die im Jahre 1926 stattfand. Mit dem Anschluss Zöbigkers an Markkleeberg im Jahre 1937 wurde auch Prödel ein Teil dieser Stadt. Kirchlich gehörte es immer zum benachbarten Zöbigker.
Prödel galt als das nordwestliche Tor zur Harth, einem großen, vor allem von Nadelbäumen bestandenen Waldgebiet zwischen den Auen von Weißer Elster und Pleiße. Die Harth war ein beliebtes Ausflugsziel der Leipziger. Aber auch die sich westlich Prödels erstreckende Auenlandschaft war reizvoll. Hier, etwas südlich von Prödel, hatte sich Ende des 19. Jahrhunderts der Leipziger Verleger Edgar Herfurth sein „Landhaus Prödel“ erbauen lassen, ein kleines Schloss in historisierender Bauweise mit einer großzügigen Parkanlage, das er als seinen Sommersitz nutzte. Ebenso weilte der mit ihm verwandte Leipziger Bankier  Herbert Frege sommers in Prödel. Nach dem Zweiten Weltkrieg wurden diese Villen enteignet und ebenso wie die ehemalige Nervenheilanstalt Hartheck als Sanatorium genutzt.
Prödel lag im Vorfeld des nach Norden und Westen voranschreitenden Braunkohlentagebaus Zwenkau. In den Jahren 1971/72 wurden die Bewohner Prödels umgesiedelt und 1974 die Ortslage überbaggert. Einige Kunstgegenstände aus dem Park der Herfurthschen Villa, darunter Arbeiten aus der Schule Balthasar Permosers konnten gerettet werden und befinden sich jetzt im Museum für angewandte Kunst (Grassimuseum) in Leipzig.
Parkschmuck aus der Herfurthschen Villa

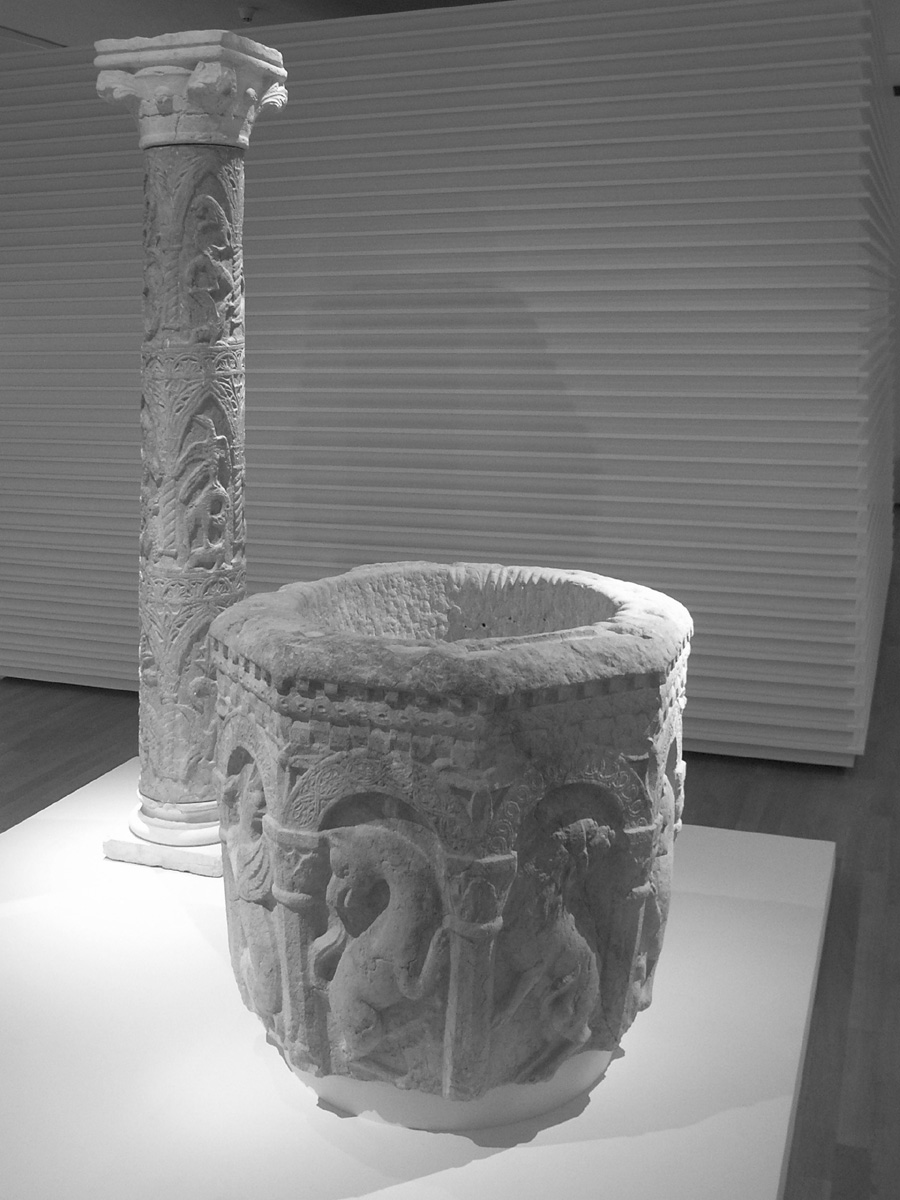
Säule und Brunneneinfassung
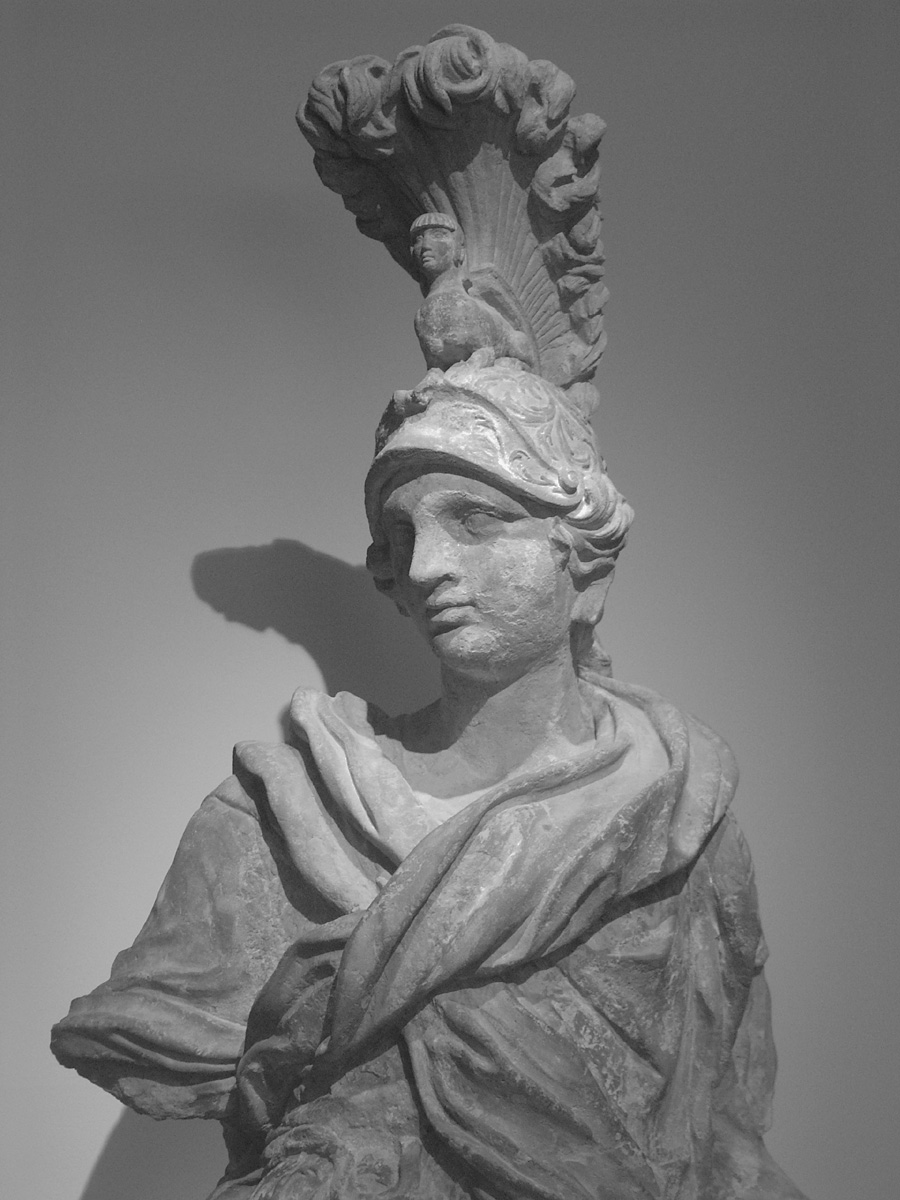
Minerva
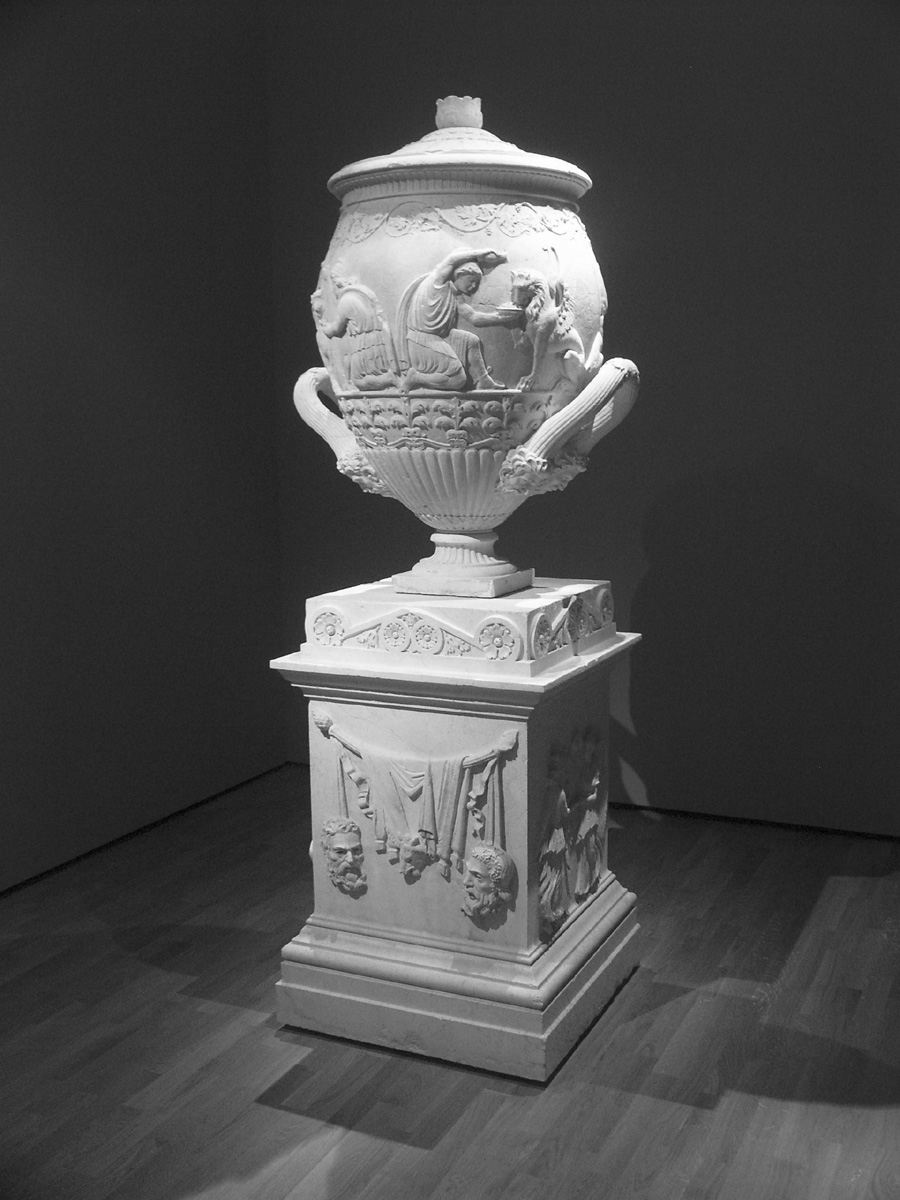
Vase
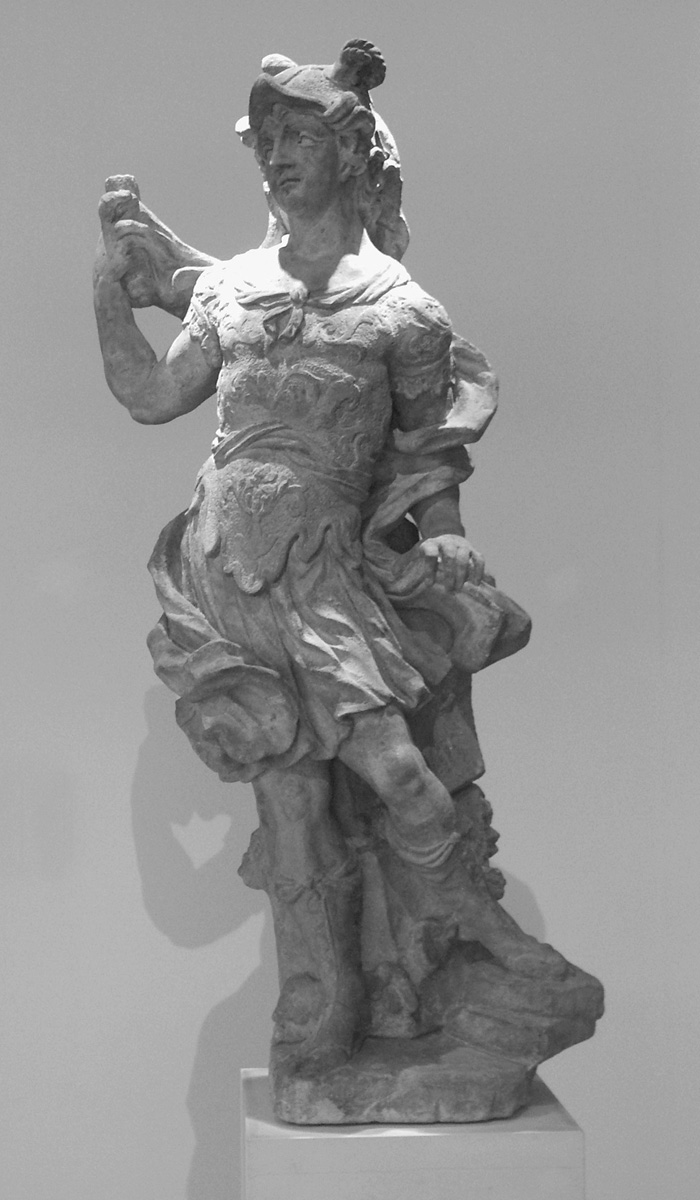
Merkur
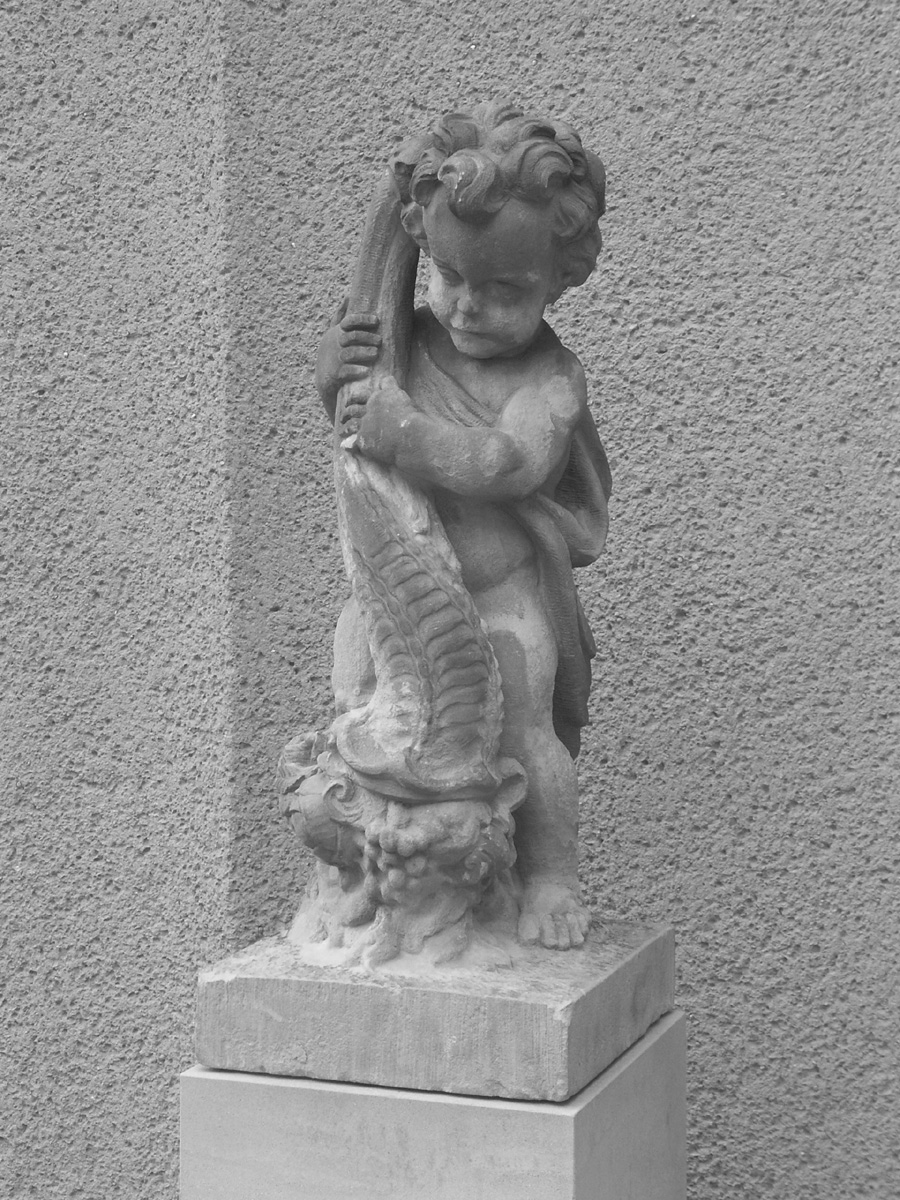
Putto

## Situation heute

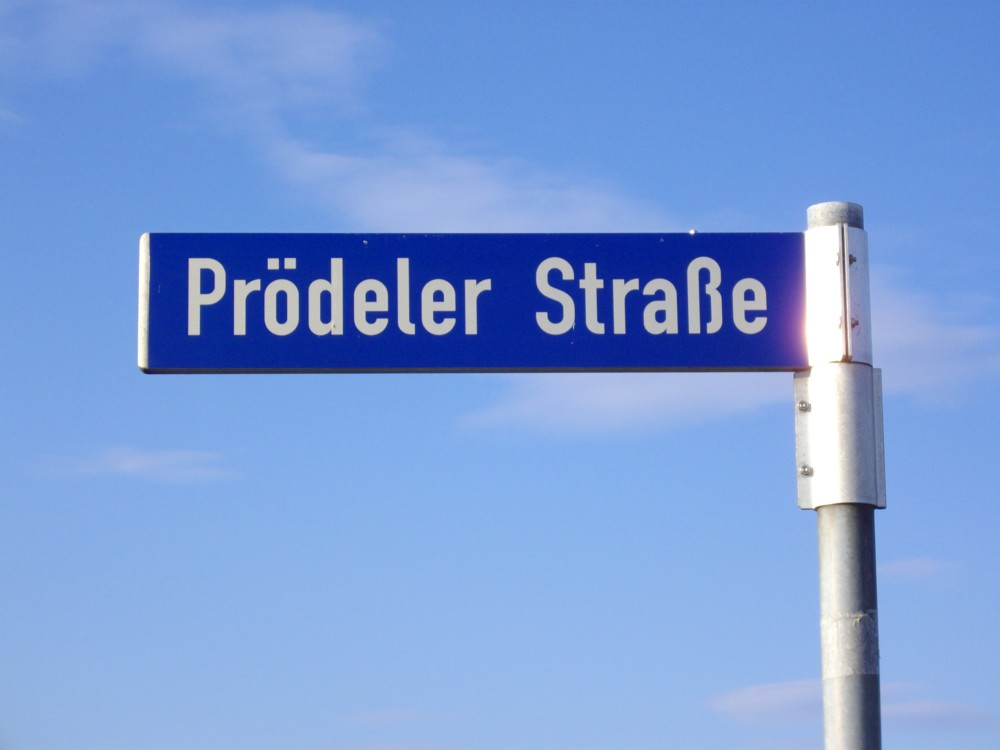
Prödeler Straße in Zöbigker

Nach der Rekultivierung des Tagebauabraumbereichs befindet sich am ehemaligen Ort Prödels südöstlich des Cospudener Sees jetzt ein neu aufgeforsteter Mischwald, die Neue Harth. Keinerlei Landmarken oder Ähnliches erinnern noch an Prödel. Die Stadt Markkleeberg hat allerdings bereits Anstrengungen unternommen, um den Namen des Ortes in Erinnerung zu behalten. So heißt heute eine Straße in dem Neubaugebiet am Rande von Zöbigker Prödeler Straße. In der Neuen Harth wurde ein Rundwanderweg angelegt, der zur ehemaligen Ortslage führt. Informationstafeln im Wald vermitteln Geschichtliches zu den verlorenen Orten Prödel, Cospuden und Teilen Zöbigkers.